# Reese Rideout
Reese Rideout là một diễn viên phim khiêu dâm đồng tính của hãng Randy Blue.

## Giải thưởng và đề cử
- Đề cử giải Weho XXX Awards 2007 cho Ngôi sao Phim Người lớn của Năm.[1][2]
- Giải Người Đàn ông của Năm 2009 của tạp chí Men.[3][4]
- Giải Cybersocket Awards 2010 cho Ngôi Sao Khiêu dâm Xuất sắc Nhất.[5]
- Đề cử giải XBIZ Awards cho Trình diễn Đồng tính Nam của Năm.[6]

## Những bộ phim đã tham gia
| Tựa phim                 | Năm  |
| ------------------------ | ---- |
| Married To Men           | 2011 |
| Alley Cats               | 2010 |
| Deep n' Hard             | 2009 |
| Outdoor Arousal          | 2009 |
| Spread 'Em               | 2009 |
| That 70's Gay Porn Movie | 2009 |